# Jalil Zandi
Jalil Zandi lyssna (fil), född 2 maj 1951 i Garmsar, död 1 april 2001 i Teheran, var en iransk stridspilot under Iran–Irak-kriget. Han var ett flygaräss, som tjänade under hela Iran–Irak-kriget. Han anses som den mest framgångsrika piloten i konflikten och utnämndes till brigadgeneral.
Hans stora berömmelse kom som F-14 Tomcat-pilot. Han sköt ner 11 irakiska flygplan (8 bekräftade nedskjutningaroch 3 sannolika nedskjutningar). De nedskjutna planen var 4 MiG-23, 2 Su-22, 2 MiG-21 och 3 Mirage F1. Detta gör honom till den mest framgångsrika F-14 Tomcat-pilot någonsin.
Han omkom med sin fru Zahra Mohebshahedin i en bilolycka 2001 nära Teheran. Han är begravd på Behesht-e-Zahra kyrkogården i södra Teheran. Han fick tre söner.